# إنغريد أورسفالد
إنغريد أورسفالد (من مواليد 2 سبتمبر 1957 في ينا، ألمانيا الشرقية) هي رياضية ألمانية تنافست بشكل رئيسي في سباق 100 متر. تنافست مع ألمانيا الشرقية في دورة الألعاب الأولمبية الصيفية 1980 التي أقيمت في موسكو في مسافة 100 متر حيث احتلت المركز الثالث خلف ليودميلا كوندراتيفا وزميلتها في ألمانيا الشرقية مارليس جوهر. ثم انضمت بعد ذلك إلى جوهر وزملائها من ألمانيا الشرقية رومي مولر وباربل ووكيل للفوز بالميدالية الذهبية في سباق 4 × 100 متر تتابع.
بسبب مقاطعة دول الكتلة الشرقية دورة الألعاب الأولمبية الصيفية 1984 في لوس أنجلوس، غابت إنغريد عن ألعاب 1984، لكنه عادت في الألعاب الأولمبية الصيفية 1988 في سيول، كوريا الجنوبية. لتتعاون مرة أخرى مع مارليس جوهر وكذلك سيلك مولر وكيرستين بيرندت ليحتل المركز الثاني خلف فريق الولايات المتحدة الأمريكية. 